# Sant Pere de Boada
Sant Pere de Boada és una església barroca de Boada al municipi de Vilanova de Meià (Noguera) protegida com a bé cultural d'interès local.

## Descripció
Temple d'una nau, de planta rectangular. Volta de canó amb llunetes. Façana principal amb porta adovellada de mig punt. Rosetó i petita espadanya amb una campaneta. La coberta és de dues vessants amb teula àrab que vola sobre lloses de pedra.

## Història
Antigament el temple es trobava sota l'advocació de Sant Ermengol, amb un retaule dedicat al sant que va desaparèixer durant la Guerra Civil. Aquesta església era annexa a la de Lluçars i hi celebrava oficis religiosos el rector o el vicari d'aquest poble.
A la llinda de la porta hi ha la data 1755.